# Astragalus callithrix
Astragalus callithrix är en ärtväxtart som beskrevs av Rupert Charles Barneby. Astragalus callithrix ingår i släktet vedlar, och familjen ärtväxter. Inga underarter finns listade i Catalogue of Life.